# 憩室病
憩室病（Diverticulosis）是指结肠中有多个肠壁憩室，即结肠黏膜和黏膜下层通过肌层的弱点向外疝出形成的凸起外袋。大多数人的憩室不会引起症状，但当憩室内出现病原体滋生时，就会导致炎症病变，这种情况称为憩室炎。
憩室通常发生在乙状结肠，这是常见的压力增加。结肠左侧在美国更常见，而右侧在亚洲更常见。诊断通常是在常规结肠镜检查期间或作为CT 扫描期间的偶然发现。